# Welsh International 2022
Die Welsh International 2022 fanden vom 29. November bis zum 3. Dezember 2022 im Sport Wales National Centre in Cardiff statt. Es war die 71. Auflage der offenen internationalen Meisterschaften von Wales im Badminton.

## Sieger und Platzierte
| Disziplin    | Gold                         | Silber                          | Bronze                                |
| ------------ | ---------------------------- | ------------------------------- | ------------------------------------- |
| Herreneinzel | Mads Christophersen          | Jan Louda                       | Alex Lanier                           |
| Herreneinzel | Mads Christophersen          | Jan Louda                       | Victor Svendsen                       |
| Dameneinzel  | Yvonne Li                    | Lianne Tan                      | Léonice Huet                          |
| Dameneinzel  | Yvonne Li                    | Lianne Tan                      | Amalie Schulz                         |
| Herrendoppel | Rasmus Kjær Frederik Søgaard | Andreas Søndergaard Jesper Toft | William Kryger Boe Daniel Lundgaard   |
| Herrendoppel | Rasmus Kjær Frederik Søgaard | Andreas Søndergaard Jesper Toft | Julien Maio William Villeger          |
| Damendoppel  | Margot Lambert Anne Tran     | Chloe Birch Lauren Smith        | Natasja P. Anthonisen Clara Graversen |
| Damendoppel  | Margot Lambert Anne Tran     | Chloe Birch Lauren Smith        | Christine Busch Amalie Schulz         |
| Mixed        | Jesper Toft Clara Graversen  | Mark Lamsfuß Isabel Lohau       | Callum Hemming Jessica Pugh           |
| Mixed        | Jesper Toft Clara Graversen  | Mark Lamsfuß Isabel Lohau       | Jan Colin Völker Stine Küspert        |